# توکوگاوا یوشی‌آتسو

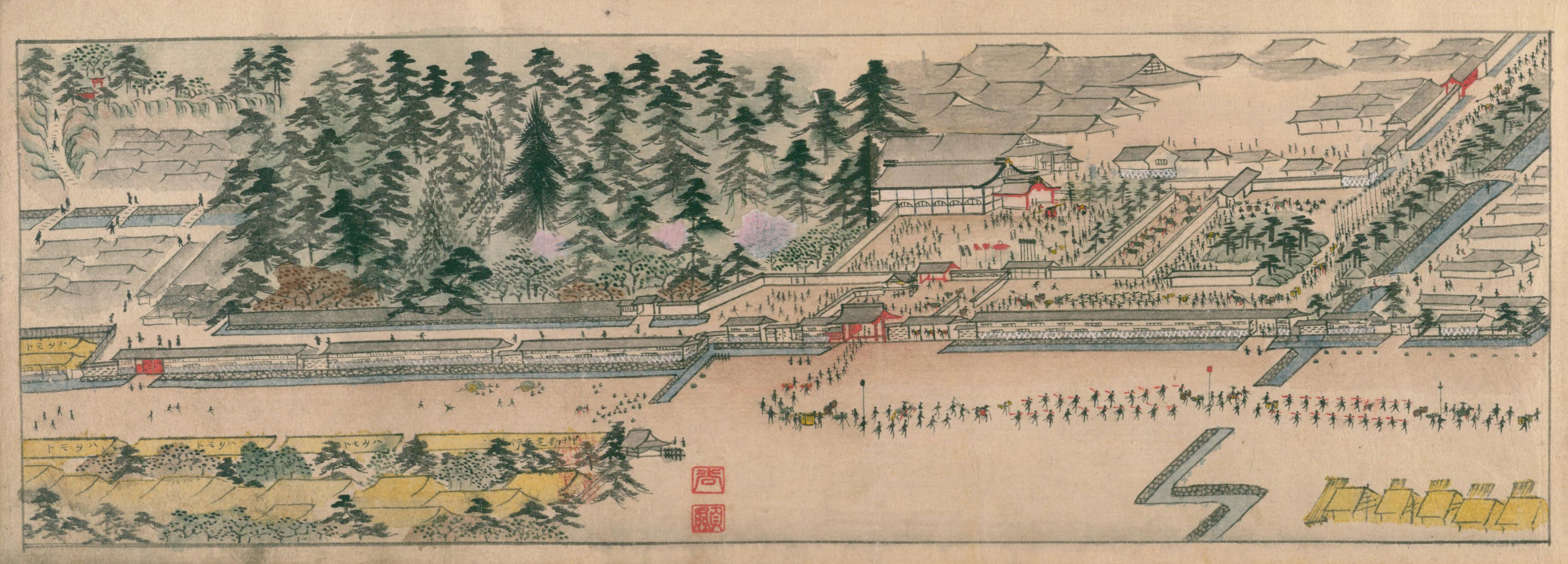
تووکوگاوا یوشی‌آتسو در سال ۱۸۶۳ اقامتگاه کویشیکاوا در حوزه میتو را به مقصد کارباب فئودالی در اواخر دوره ادو.

توکوگاوا یوشی‌آتسو (به ژاپنی: 徳川 慶篤（とくがわ よしあつ) دهمین ارباب قلمرو میتو در ولایت هیتاچی. نام پس از مرگ او جونکو بود. او پسر توکوگاوا ناری‌آکی و برادر بزرگتر آخرین شوگون، توکوگاوا یوشینوبو بود.